# European Silver League 2022 (damer)
European Silver League 2022 var den fjärde upplagan av European Silver League (en volleybolltävling för landslag). Tävlingen spelades i gruppformat där alla lag mötte alla både hemma och borta med start 25 maj 2022. De två bäst placerade lagen spelade en avgörande final (där det högst placerade laget fick hemmaplan) där vinnaren kvalificerar sig för European Golden League 2023. Då Sverige kom etta i gruppen och Portugal tvåa möttes de i en final i Lunds idrottshall i Lund den 2 juli. I finalen vann Sverige med 3-0 i set och kvalificerade sig därför för European Golden League 2023. Turneringen sänder av SVT.

## Spelartrupper

### Estland[3]
| - 1 Nette Peit - 2 Nora Lember - 3 Julija Mõnnakmäe - 4 Kristiine Miilen - 5 Liis Kullerkann - 6 Sonja Siimson | - 7 Eliise Hollas - 9 Maren Mõrd - 11 Kertu Laak - 12 Kristi Nõlvak - 12 Janelle Leerum - 13 Polina Bratujjina-Pitou | - 13 Siliva Pertens - 14 Merilin Paalo - 15 Laura Parts - 16 Karolina Kibbermann - 17 Häli Vahula - 18 Annabel Huik | - 19 Kadi Kullerkann - 20 Marily Lass - 21 Kadra Kangro - 22 Liisbet Pill - 26 Ingris Suvi |

### Luxemburg[4]
| - 1 Caroline Martin - 2 Carla Mulli - 2 Nathalie Gerson - 3 Betty Hoffmann - 4 Cindy Schneider - 4 Tamie Boudot - 5 Sydney Marianne Snäll | - 6 Nathalie Braas - 7 Annalena Mach - 7 Noa Reiland - 8 Camille Esselin - 8 Maja Olafsdottir - 9 Giulia Tarantini - 9 Marie Schaack | - 10 Noemie Erpelding - 11 Charlotte Lassine - 15 Sarah Wolf - 16 Maryse Welsch - 16 Julie Teso - 16 Julie Erpelding - 17 Lena Wagner | - 18 Emma van Elslande - 19 Martina Fraschetti - 20 Lilly Tarantini - 21 Diana Snopok - 23 Vanessa Koos |

### Portugal[5]
| - 1 Amanda Cavalcanti - 2 Gabriela Coelho - 3 Matilde Rodrigues - 4 Ana Couto - 5 Katia Helena Oliviera - 6 Ana Figueiras | - 7 Eliana Durão - 8 Daniela Loureiro - 9 Alice Clemente - 10 Marta Hurst - 11 Joana Resende - 12 Carina Moura | - 13 Margarida Maia - 14 Aline Rodrigues - 15 Júlia Kavalenka - 16 Maria Lopes - 17 Barbara Gomes - 18 Maria Coelho | - 0 Beatriz Basto - 0 Matilde Mouta - 0 Marisa Pardal - 0 Marlene Pereira - 0 Beatriz Moreira - 0 Beatriz Cerveira | - 0 Ana Monteiro - 0 Marta Pereira |

### Slovenien[6]
| - 1 Eva Pavlović Mori - 2 Anja Mazej - 3 Eva Pogačar - 4 Selena Leban - 5 Darja Eržen - 6 Nika Milošič | - 7 Tia Koren - 8 Eva Zatković - 9 Mija Šiftar - 10 Taja Gradišnik Klanjšček - 11 Mirta Velikonja Grbac - 12 Maša Pucelj | - 13 Naja Boisa - 16 Julija Grubišič-Čabo - 17 Lorena Lorber Fijok - 18 Sasa Planinsec - 19 Zala Krašovec - 20 Maja Marolt | - 21 Žana Ivana Halužan Sagadin - 22 Ana Žigon - 23 Naja Šalamun - 24 Vita Črnila - 25 Lara Rituper - 26 Katja Banko | - 27 Klara Milošič - 28 Ula Gorjup |

### Sverige[7]
| - 3 Linda Andersson - 4 Jonna Wasserfaller - 5 Cecilia Malm - 7 Sofie Sjöberg | - 8 Dalila-Lilly Topic - 9 Rebecka Lazic - 10 Isabelle Haak - 11 Alexandra Lazic | - 12 Hilda Gustafsson - 13 Filippa Brink - 16 Vilma Andersson - 17 Anna Haak | - 19 Klara Andersson - 21 Elin Larsson - 23 Kirsten van Leusen |

## Resultat[8]

### Gruppspel
| # | Lag       | Matcher | Matcher | Poäng | Set | Set | Set   | Bollpoäng | Bollpoäng | Bollpoäng |
| # | Lag       | V       | F       | Poäng | V   | F   | Kvot  | V         | F         | Kvot      |
| - | --------- | ------- | ------- | ----- | --- | --- | ----- | --------- | --------- | --------- |
| 1 | Sverige   | 7       | 1       | 20    | 23  | 7   | 3,286 | 712       | 552       | 1,290     |
| 2 | Portugal  | 6       | 2       | 17    | 21  | 11  | 1,909 | 745       | 652       | 1,143     |
| 3 | Slovenien | 4       | 4       | 12    | 14  | 15  | 0,933 | 612       | 632       | 0,968     |
| 4 | Estland   | 3       | 5       | 11    | 16  | 17  | 0,941 | 706       | 715       | 0,987     |
| 5 | Luxemburg | 0       | 8       | 0     | 0   | 24  | 0,000 | 366       | 600       | 0,610     |

| 25 maj 2022 Športna Dvorana, Mislinja, Slovenien                            | Slovenien | 3 – 0 | Luxemburg | 25–23, 25–12, 25–14               |
| 25 maj 2022 Centro Cultural de Viana do Castelo, Viana do Castelo, Portugal | Portugal  | 3 – 2 | Estland   | 25–23, 25–15, 22–25, 26–28, 15–13 |
| 28 maj 2022 Športna Dvorana, Mislinja, Slovenien                            | Slovenien | 0–3   | Sverige   | 13–25, 13–25, 19–25               |
| 28 maj 2022 D'Coque Gymnase, Luxemburg, Luxemburg                           | Luxemburg | 0 – 3 | Estland   | 19–25, 21–25, 16–25               |
| 1 juni 2022 Centro Cultural de Viana do Castelo, Viana do Castelo, Portugal | Portugal  | 3 – 0 | Slovenien | 25–21, 25–14, 25–22               |
| 1 juni 2022 D'Coque Gymnase, Luxemburg, Luxemburg                           | Luxemburg | 0 – 3 | Sverige   | 22–25, 15–25, 10–25               |
| 4 juni 2022 Lunds Idrottshall, Lund, Sverige                                | Sverige   | 2 – 3 | Portugal  | 22–25, 25–21, 18–25, 25–21, 13–15 |
| 4 juni 2022 Športna Dvorana, Mislinja, Slovenien                            | Slovenien | 3 – 2 | Estland   | 25–18, 18–25, 23–25, 25–22, 15–11 |
| 8 juni 2022 Tartus universitets sporthall, Tartu, Estland                   | Estland   | 2 – 3 | Sverige   | 12–25, 25–23, 25–23, 22–25, 11–15 |
| 8 juni 2022 Desportivo Municipal de Santo Tirso, Santo Tirso, Portugal      | Portugal  | 3 – 0 | Luxemburg | 25–12, 25–13, 25–21               |
| 12 juni 2022 Lunds Idrottshall, Lund, Sverige                               | Sverige   | 3 – 0 | Estland   | 25–20, 25–20, 25–12               |
| 12 juni 2022 Tramschapp, Luxemburg, Luxemburg                               | Luxemburg | 0 – 3 | Portugal  | 8–25, 15–25, 15–25                |
| 15 juni 2022 Tartus universitets sporthall, Tartu, Estland                  | Estland   | 3 – 2 | Slovenien | 27–25, 25–20, 25–27, 23–25, 15–10 |
| 15 juni 2022 Desportivo Municipal de Santo Tirso, Santo Tirso, Portugal     | Portugal  | 2 – 3 | Sverige   | 13–25, 25–21, 24–26, 32–30, 19–21 |
| 18 juni 2022 Lunds Idrottshall, Lund, Sverige                               | Sverige   | 3 – 0 | Luxemburg | 25–11, 25–13, 25–14               |
| 18 juni 2022 Športna Dvorana Ljudski Vrt, Maribor, Slovenien                | Slovenien | 3 – 1 | Portugal  | 26–24, 25–23, 16–25, 25–20        |
| 22 juni 2022 Lunds Idrottshall, Lund, Sverige                               | Sverige   | 3 – 0 | Slovenien | 25–19, 25–20, 25–16               |
| 22 juni 2022 Tartus universitets sporthall, Tartu, Estland                  | Estland   | 3 – 0 | Luxemburg | 25–14, 25–16, 25–22               |
| 26 juni 2022 Tramschapp, Luxemburg, Luxemburg                               | Luxemburg | 0 – 3 | Slovenien | 17–25, 16–25, 17–25               |
| 26 juni 2022 Tartus universitets sporthall, Tartu, Estland                  | Estland   | 3 – 1 | Portugal  | 25–20, 23–25, 22–25, 19–25        |

### Final
| 2 juli 2022 Lunds Idrottshall, Lund, Sverige | Sverige | 3 - 0 | Portugal | 25-19, 25-21, 25-16 |

## Statistik[9]
| Vunna poäng | Vunna poäng      | Vunna poäng | Vunna poäng             | Vunna poäng             |
| Pos.        | Namn             | Lag         | Poäng (totalt, per set) | Poäng (totalt, per set) |
| ----------- | ---------------- | ----------- | ----------------------- | ----------------------- |
| 1           | Isabelle Haak    | Sverige     | 213                     | 6,58                    |
| 2           | Júlia Kavalenka  | Portugal    | 162                     | 4,76                    |
| 3           | Kertu Laak       | Estland     | 138                     | 4,60                    |
| 4           | Mija Šiftar      | Slovenien   | 100                     | 4,00                    |
| 5           | Margarida Maia   | Portugal    | 98                      | 3,16                    |
| 6           | Kristiine Miilen | Estland     | 94                      | 2,85                    |
| 7           | Alexandra Lazic  | Sverige     | 90                      | 3,75                    |
| 8           | Anna Haak        | Sverige     | 87                      | 2,90                    |
| 9           | Carina Moura     | Portugal    | 87                      | 2,56                    |
| 10          | Eva Zatković     | Slovenien   | 76                      | 3,62                    |

| Vunna anfall | Vunna anfall     | Vunna anfall | Vunna anfall            | Vunna anfall            |
| Pos.         | Namn             | Lag          | Poäng (totalt, per set) | Poäng (totalt, per set) |
| ------------ | ---------------- | ------------ | ----------------------- | ----------------------- |
| 1            | Isabelle Haak    | Sverige      | 183                     | 5,55                    |
| 2            | Júlia Kavalenka  | Portugal     | 139                     | 4,09                    |
| 3            | Kertu Laak       | Estland      | 114                     | 3,80                    |
| 4            | Mija Šiftar      | Slovenien    | 89                      | 3,56                    |
| 5            | Margarida Maia   | Portugal     | 80                      | 2,58                    |
| 6            | Kristiine Miilen | Estland      | 78                      | 2,36                    |
| 7            | Alexandra Lazic  | Sverige      | 70                      | 2,92                    |
| 8            | Anna Haak        | Sverige      | 64                      | 2,13                    |
| 9            | Eva Zatković     | Slovenien    | 63                      | 3,00                    |
| 10           | Gabriela Coelho  | Portugal     | 58                      | 2,64                    |

| Vunna block | Vunna block           | Vunna block | Vunna block             | Vunna block             |
| Pos.        | Namn                  | Lag         | Poäng (totalt, per set) | Poäng (totalt, per set) |
| ----------- | --------------------- | ----------- | ----------------------- | ----------------------- |
| 1           | Carino Moura          | Portugal    | 32                      | 0,94                    |
| 2           | Sasa Planinsec        | Slovenien   | 19                      | 0,83                    |
| 3           | Eliise Hollas         | Estland     | 19                      | 0,61                    |
| 4           | Jonna Wasserfaller    | Sverige     | 16                      | 0,52                    |
| 5           | Anna Haak             | Sverige     | 15                      | 0,50                    |
| 6           | Vilma Andersson       | Sverige     | 15                      | 0,45                    |
| 7           | Katia Helena Oliviera | Portugal    | 14                      | 0,42                    |
| 8           | Mirta Velikonja Grbac | Slovenien   | 13                      | 0,50                    |
| 9           | Kertu Laak            | Estland     | 13                      | 0,43                    |
| 10          | Isabelle Haak         | Sverige     | 13                      | 0,39                    |

| Serveess | Serveess        | Serveess  | Serveess                | Serveess                |
| Pos.     | Namn            | Lag       | Poäng (totalt, per set) | Poäng (totalt, per set) |
| -------- | --------------- | --------- | ----------------------- | ----------------------- |
| 1        | Isabelle Haak   | Sverige   | 21                      | 0,64                    |
| 2        | Alexandra Lazic | Sverige   | 12                      | 0,50                    |
| 3        | Maša Pucelj     | Slovenien | 11                      | 0,50                    |
| 4        | Kertu Laak      | Estland   | 11                      | 0,37                    |
| 5        | Vilma Andersson | Sverige   | 11                      | 0,33                    |
| 6        | Júlia Kavalenka | Portugal  | 11                      | 0,32                    |
| 7        | Eliana Durao    | Portugal  | 10                      | 0,30                    |
| 8        | Carina Moura    | Portugal  | 10                      | 0,29                    |
| 9        | Mija Šiftar     | Slovenien | 9                       | 0,36                    |
| 10       | Anna Haak       | Sverige   | 8                       | 0,27                    |

| Vunna block | Vunna block         | Vunna block | Vunna block           | Vunna block |
| Pos.        | Namn                | Lag         | Perfekta mottagningar |             |
| ----------- | ------------------- | ----------- | --------------------- | ----------- |
| 1           | Joana Resende       | Portugal    | 40,96%                |             |
| 2           | Lorena Lorber Fijok | Slovenien   | 32,76%                |             |
| 3           | Margarida Maia      | Portugal    | 29,56%                |             |
| 4           | Janelle Leenurm     | Estland     | 28,97%                |             |
| 5           | Kristiine Miilen    | Estland     | 26,92%                |             |
| 6           | Caroline Martin     | Luxemburg   | 26,45%                |             |
| 7           | Alexandra Lazic     | Sverige     | 26,39%                |             |
| 8           | Betty Hoffmann      | Luxemburg   | 22,14%                |             |
| 9           | Gabriela Coelho     | Portugal    | 21,60%                |             |
| 10          | Kadri Kangro        | Estland     | 20,57%                |             |

| Passningar | Passningar       | Passningar | Passningar              | Passningar |
| Pos.       | Namn             | Lag        | Passnings- effektivitet |            |
| ---------- | ---------------- | ---------- | ----------------------- | ---------- |
| 1          | Vilma Andersson  | Sverige    | 40,57%                  |            |
| 2          | Ana Cuoto        | Portugal   | 39,56%                  |            |
| 3          | Eliana Durao     | Portugal   | 37,44%                  |            |
| 4          | Julija Mõnnakmäe | Estland    | 35,82%                  |            |
| 5          | Häli Vahula      | Estland    | 32,85%                  |            |
| 6          | Eva Pogacar      | Slovenien  | 32,54%                  |            |
| 7          | Hilda Gustafsson | Sverige    | 31,25%                  |            |
| 8          | Giulia Tarantini | Luxemburg  | 10,64%                  |            |
| 9          | Nathalie Braas   | Luxemburg  | 0%                      |            |